# Beaulieu-sur-Mer
Pour les articles homonymes, voir Beaulieu et Mer (homonymie).
Beaulieu-sur-Mer (Bèuluec en occitan niçard) est une commune française située dans le département des Alpes-Maritimes, en région Provence-Alpes-Côte d'Azur.
Ses habitants sont appelés les Berlugans.

## Géographie

### Localisation
Beaulieu-sur-Mer se trouve sur la Côte d'Azur, entre Nice et Monaco, au bord de la mer Méditerranée sur la route du bord de mer (Basse corniche, route M6098). 
La ville est située à l'est du Cap Ferrat. Elle jouxte les agglomérations de Villefranche-sur-Mer, Saint-Jean-Cap-Ferrat et Èze. Beaulieu-sur-Mer fait administrativement partie de la commune de Villefranche-sur-Mer jusqu'en 1891.

### Intercommunalité
La commune est membre de la Métropole Nice Côte d'Azur.

## Urbanisme

### Typologie
Au 1er janvier 2024, Beaulieu-sur-Mer est catégorisée ceinture urbaine, selon la nouvelle grille communale de densité à 7 niveaux définie par l'Insee en 2022.
Elle appartient à l'unité urbaine de Nice, une agglomération intra-départementale dont elle est une commune de la banlieue,. Par ailleurs la commune fait partie de l'aire d'attraction de Nice, dont elle est une commune de la couronne,. Cette aire, qui regroupe 100 communes, est catégorisée dans les aires de 200 000 à moins de 700 000 habitants,.
La commune, bordée par la mer Méditerranée, est également une commune littorale au sens de la loi du 3 janvier 1986, dite loi littoral. Des dispositions spécifiques d’urbanisme s’y appliquent dès lors afin de préserver les espaces naturels, les sites, les paysages et l’équilibre écologique du littoral, tel le principe d'inconstructibilité, en dehors des espaces urbanisés, sur la bande littorale des 100 mètres, ou plus si le plan local d’urbanisme le prévoit.

### Occupation des sols
L'occupation des sols de la commune, telle qu'elle ressort de la base de données européenne d’occupation biophysique des sols Corine Land Cover (CLC), est marquée par l'importance des territoires artificialisés (96,3 % en 2018), en augmentation par rapport à 1990 (79,1 %). La répartition détaillée en 2018 est la suivante : zones urbanisées (96,3 %), eaux maritimes (2,4 %), milieux à végétation arbustive et/ou herbacée (1,3 %).
L'évolution de l’occupation des sols de la commune et de ses infrastructures peut être observée sur les différentes représentations cartographiques du territoire : la carte de Cassini (XVIIIe siècle), la carte d'état-major (1820-1866) et les cartes ou photos aériennes de l'IGN pour la période actuelle (1950 à aujourd'hui).

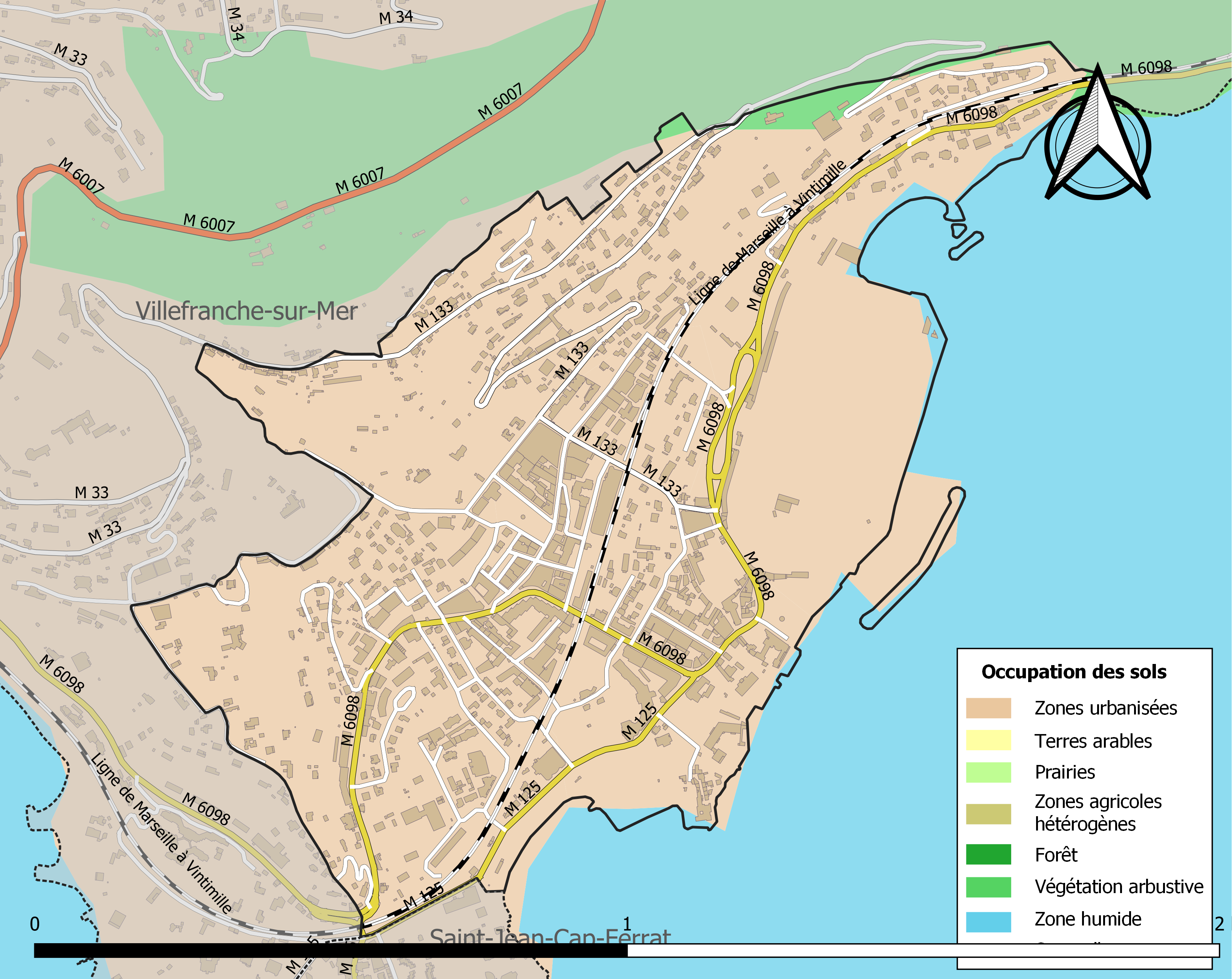
Carte de l'occupation des sols de la commune en 2018 (CLC).

### Communes limitrophes
| Villefranche-sur-Mer | Villefranche-sur-Mer  | Villefranche-sur-Mer |
| Villefranche-sur-Mer | Beaulieu-sur-Mer      | Mer Méditerranée     |
| Villefranche-sur-Mer | Saint-Jean-Cap-Ferrat | Mer Méditerranée     |

### Géologie et relief

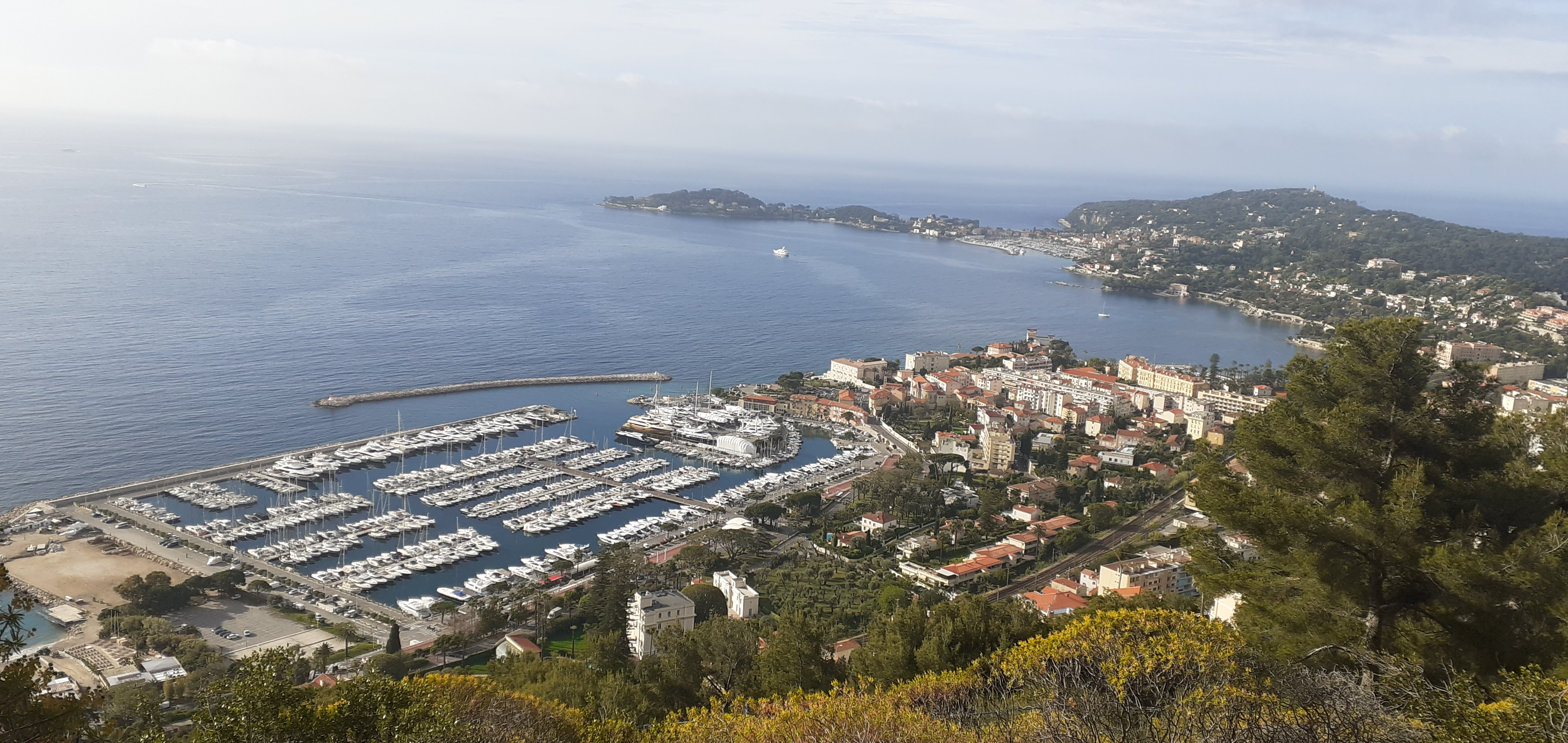
Vue sur Beaulieu-sur-Mer depuis le plateau St-Michel

La commune de Beaulieu-sur-Mer est classée en loi littoral, catégorie Mer.
Collines environnantes : Mont Leuze, Mont Leuza, Plateau St-Michel, Plateau de la Justice, parc départemental de la Grande Corniche, Mont Alban, et Mont Boron sur la commune de Villefranche-sur-Mer.

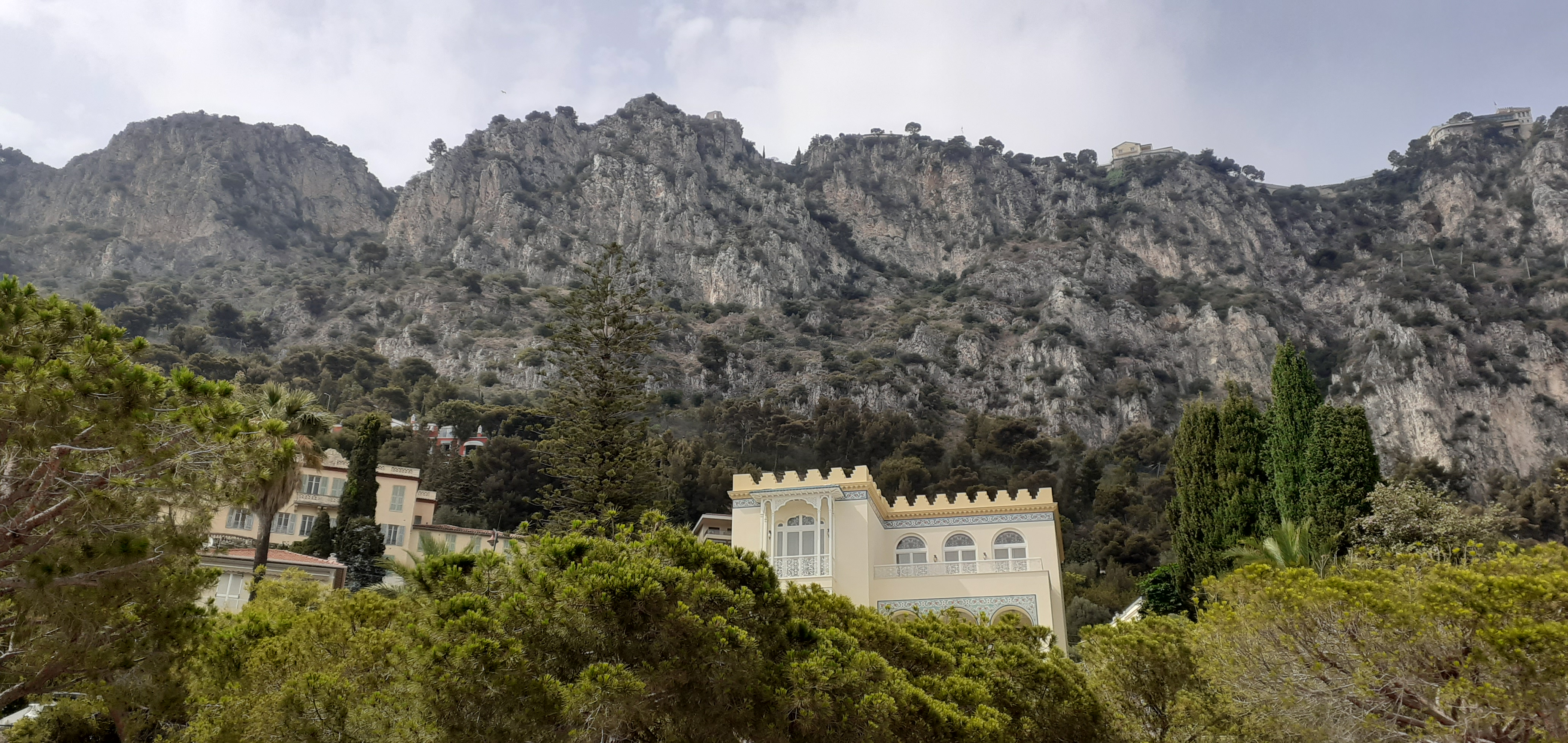
Relief très escarpé qui domine Beaulieu, vu depuis le bord de mer et caractéristique de la Riviera française.

### Climat
Climat classé Csa dans la classification de Köppen et Geiger.

### Catastrophes naturelles et sismicité
Le 2 octobre 2020, de nombreux villages des diverses vallées des Alpes-Maritimes (Breil-sur-Roya, Fontan, Roquebillière, Saint-Martin-Vésubie, Tende notamment) sont fortement impactés par un « épisode méditerranéen » de grande ampleur. Certains hameaux sont restés inaccessibles jusqu'à plus d'une semaine après la catastrophe et l'électricité n'est rétablie que vers le 20 octobre. L'arrêté du 7 octobre 2020 portant reconnaissance de l'état de catastrophe naturelle identifie 55 communes, dont Beaulieu-sur-Mer, au titre des « Inondations et coulées de boue du 2 au 3 octobre 2020 ».
Beaulieu-sur-Mer se situe en zone de sismicité 4 (sismicité moyenne).

### Hydrographie
Eaux souterraines :
- 4 forages,
- 1 puits,
- 1 source.

Beaulieu-sur-Mer dispose de la station d'épuration intercommunale de Nice, d'une capacité de 650 000 équivalent-habitants.

### Voies de communications et transports

#### Voies routières
La ville est traversée par la route départementale 98, le principal axe de circulation entre Menton et Toulon.

#### Transports en commun
- Transport en Provence-Alpes-Côte d'Azur

Trois lignes de bus du réseau lignes d'Azur, sont en service. L'une d'entre elles a son terminus en ville. Les deux autres, reliant Nice à Menton et Nice à Saint-Jean-Cap-Ferrat traversent la ville en plusieurs arrêts.

#### Ligne SNCF
Beaulieu-sur-Mer dispose par ailleurs d'une gare, desservie par le TER Provence-Alpes-Côte d'Azur et permettant aux voyageurs de se rendre jusqu'à Cannes et Grasse (voire Marseille) vers l'ouest et jusqu'à Vintimille en Italie vers l'est.

#### Ports
Ports en Provence-Alpes-Côte d'Azur
Ports Sur la commune :
- Le Port de Plaisance,

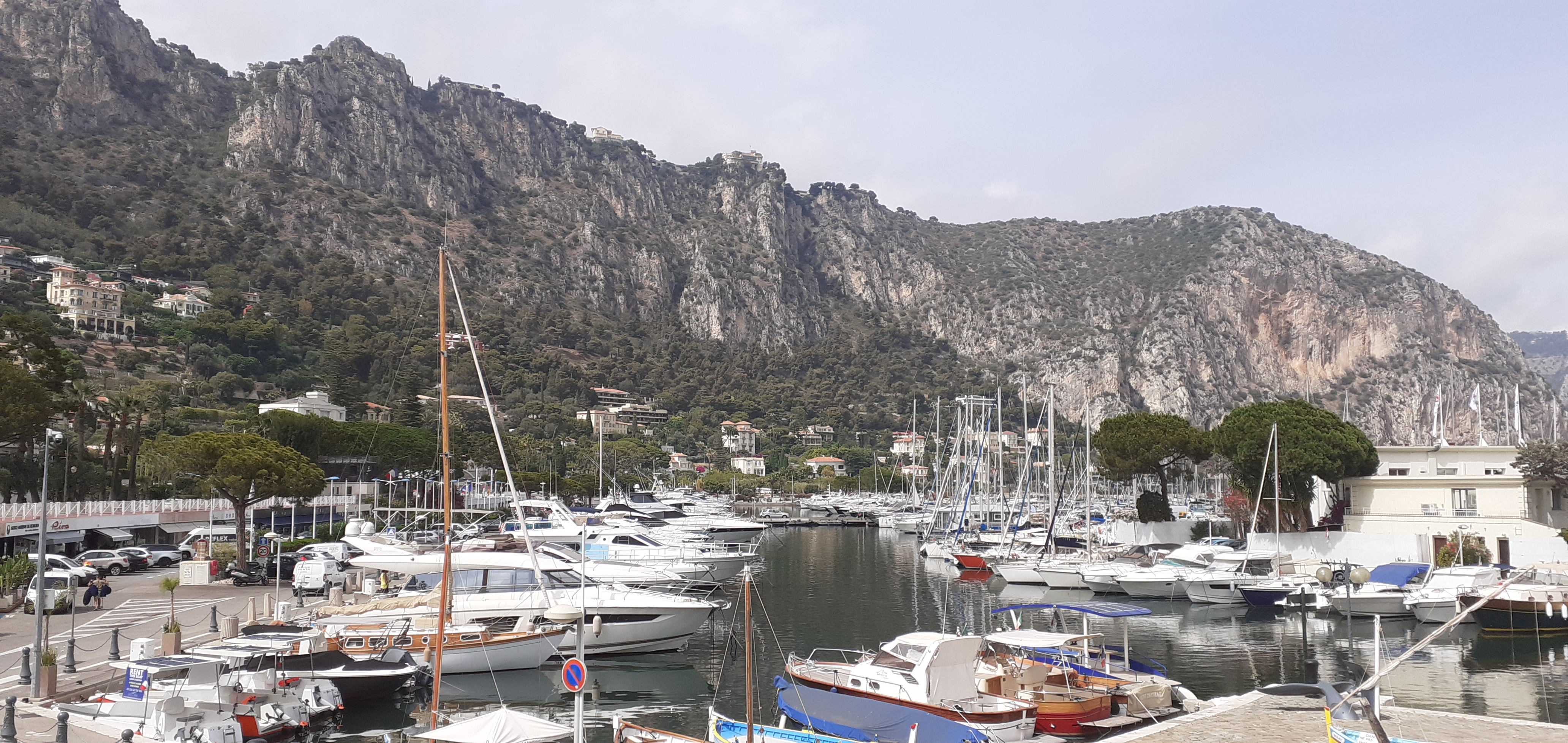
Vue partielle du port de plaisance de Beaulieu.

- Port des Fourmis (dans la baie des fourmis[18]),

Ports des communes voisines
- Port de plaisance de Saint-Jean-Cap-Ferrat[19],
- Port de la Darse de Villefranche-sur-Mer,
- Port Lympia (port de Nice),
- Port de plaisance de Cap d'Ail,
- Ports Hercule et de Fontvieille (Port de Monaco).

#### Transports aériens
Les aéroports les plus proches sont :
- Aéroport de Nice-Côte d'Azur
- L'héliport de la principauté de Monaco
- Aéroport de Toulon-Hyères

## Toponymie
Attestée sous la forme Bello Loco en 1155[réf. souhaitée].
Bèuluec de Mar en occitan.
Beaulieu vient du latin bellus locus, « lieu beau », « endroit agréable à habiter ».

De nombreuses communes portent ce nom unique. Pour éviter les confusions , on indique le département entre parenthèses: ce sont Beaulieu (Ardèche), Beaulieu (Cantal), Beaulieu (Côte-d'Or), Beaulieu (Hérault), Beaulieu (Indre), Beaulieu (Isère), Beaulieu (Haute-Loire), Beaulieu (Nièvre), Beaulieu (Orne), Beaulieu (Puy-de-Dôme). Certaines communes ont adjoint, pour se différencier, un mot indiquant leur situation: Beaulieu-sur-Mer, Beaulieu-sur-Dordogne, Beaulieu-sur-Loire, Beaulieu-sur-Layon, Beaulieu-sous-la-Roche, Beaulieu-les-Fontaines, Beaulieu-sur-Sonnette, Beaulieu-sur-Oudon, Beaulieu-en-Argonne, Beaulieu-lès-Loches, Beaulieu-sous-Parthenay.

Le gentilé des habitants de Beaulieu est très variée: Beaulieusard, Beaulieurois, Bellilocien, Bellieurain, Bellilocois, Belliloquois, Belliloqueteux, Belliquière, Berlugan, Beloudonien.

## Histoire

### Préhistoire
Le territoire de Beaulieu-sur-Mer est habité depuis la préhistoire. Une grotte localisée dans le quartier de la Petite Afrique (aujourd'hui détruite) a livré des traces d'occupation du Paléolithique à la fin du XIXe siècle.
Des travaux à l'emplacement des magasins Giaume et de l'hôtel Empress, au centre-ville, ont permis la mise au jour de céramiques du Néolithique.

### Antiquité et haut Moyen Âge
On ne connaît pas de site de l'âge du fer sur le territoire de la commune, mais, au XIXe siècle, d'importantes traces d'occupation d'époque romaine ont été découvertes dans le secteur de la gare et sur le bord de mer, autour de la chapelle Notre-Dame d'Olivo où ont été mises au jour plus d'une centaine de sépultures antiques. Ces dernières permettent de penser qu'une importante voie de circulation antique longeait le bord de mer à la hauteur de Beaulieu.
Lors de la construction de l'église paroissiale et de la destruction de la batterie côtière,, à quelques mètres de la chapelle Notre-Dame d'Olivo, Johnston-Lavis a entrepris de fouilles et mis au jour un important dépôtoir de céramiques antiques comprises entre la fin du Ier s. ap. J.-C. et le VIe s. ap. J.-C. [réf. souhaitée] Elles semblent indiquer la présence d'une station portuaire relativement importante à Beaulieu durant l'Antiquité.
Ses fouilles dans le quartier de la gare lui ont permis d'observer les restes de riches habitats d'époque romaine, qui semblent appartenir à une petite agglomération littorale.
Dans les années 1950, le colonel Cheneveau, président de l'Institut de Préhistoire et d'Archéologie Alpes Méditerranée (IPAAM)], a entrepris des fouilles dans le jardinet attenant à la chapelle Notre-Dame et a mis au jour une nécropole de l'Antiquité tardive et du Haut Moyen Âge qui, contrairement à ce que dit la tradition locale, semble montrer que le littoral n'est pas abandonné à cette époque. [réf. souhaitée]

### Époque contemporaine

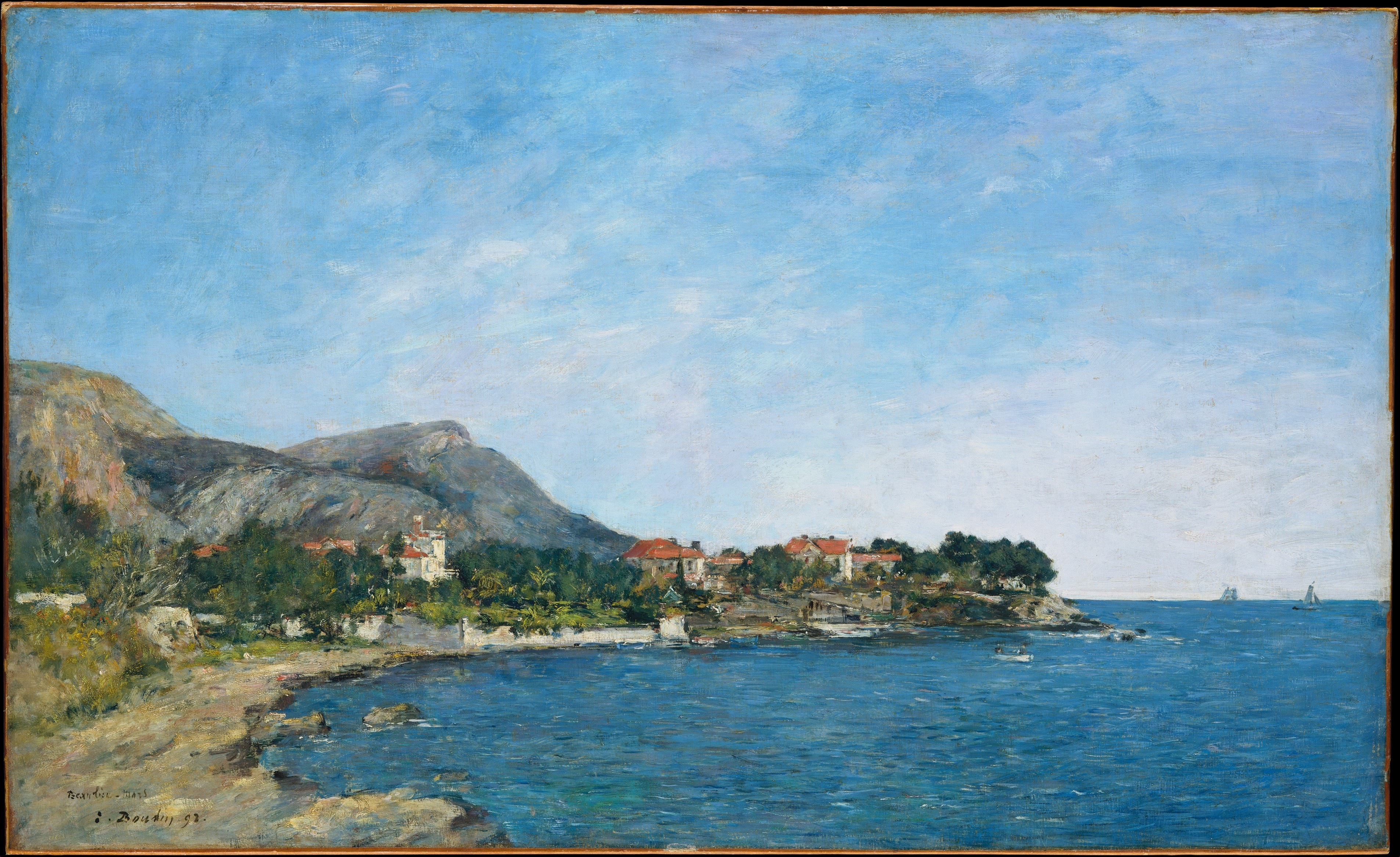
Beaulieu : la baie des Fourmis
Eugène Boudin, 1892
New York, Metropolitan Museum of Art

Au XIXe siècle, Beaulieu-sur-Mer, reliée à Nice par la route et le chemin de fer, devient un lieu de villégiature réputé. De nombreuses têtes couronnées et autres célébrités affectionnent particulièrement cette station hivernale. Parmi eux la plupart des grandes figures de la royauté européenne : le premier prince de Galles, Léopold II, les reines d'Italie et du Portugal, Guillaume II, ou encore l'impératrice Eugénie, sans oublier les autres célébrités de l'époque comme Gustave Eiffel, Léon Tolstoï, ou l'archéologue Théodore Reinach à qui l'on doit la villa Kérylos.
La Première Guerre mondiale marque un coup d'arrêt au développement, mais la vocation touristique de Beaulieu-sur-Mer est désormais établie.
La conclusion des accords de Munich fin septembre 1938 suscite un soulagement et une joie profonde : contrairement aux usages, le conseil municipal attribue le nom du président du Conseil en exercice et encore en vie, Daladier, à une rue ; son conégociateur, le Premier ministre britannique Neville Chamberlain est aussi honoré. Le même Daladier organise l’année suivante la chasse aux noms de rues évoquant le communisme.
Le régime de Vichy applique sa politique rapidement, y compris dans le domaine du symbolique. C’est ainsi que, s’appuyant sur des dispositions remontant aux derniers mois de la Troisième République, il impose la débaptisation de rues dont le nom ne concorde pas avec ses valeurs, notamment celles évoquant l’Angleterre (anglophobie), les Juifs (antisémitisme), le communisme etc. La récente rue Neville-Chamberlain est ainsi débaptisée début 1941 ; la rue des Anglais est renommée Jeanne-d’Arc au printemps 1942. Enfin, une voie est nommée d’après le général Huntziger, pourtant en partie responsable côté français de la percée de Sedan en juin 1940.
À partir de la seconde moitié des années 1990, le déclin touristique et économique s'amorce. Plusieurs hôtels sont transformés en copropriété ou purement et simplement démolis pour laisser place à des immeubles de logements. Ce mouvement, lié principalement à l'augmentation des prix de l'immobilier, n'est pas freiné par l'autorité municipale.
À partir de 2005, le célèbre hôtel Métropole et la Villa Eiffel bordant le littoral sont rachetés par des hommes d'affaires souhaitant relancer l'activité touristique en déclin à Beaulieu.
Par la suite des projets de démolition et reconstruction du Métropole et de la Résidence Eiffel voient le jour mais sont combattus par plusieurs associations qui protestaient contre la spéculation foncière et immobilière dans le triangle d'or (Villefranche-sur-Mer / Saint-Jean-Cap-Ferrat / Beaulieu-sur-Mer).
En 2010, le casino, dont les murs sont la propriété de la commune, est mis en liquidation judiciaire. Après d'importants travaux de rénovation, il rouvre ses portes le 17 décembre 2014, accueillant désormais un casino de jeux, une salle de spectacle, un restaurant et un cinéma.

## Politique et administration

### Budget et fiscalité 2019
En 2019, le budget de la commune était constitué ainsi :
- total des produits de fonctionnement : 8 994 000 €, soit 2 399 € par habitant ;
- total des charges de fonctionnement : 9 005 000 €, soit 2 402 € par habitant ;
- total des ressources d'investissement : 5 810 000 €, soit 1 550 € par habitant ;
- total des emplois d'investissement : 6 589 000 €, soit 1 757 € par habitant ;
- endettement : 179 000 €, soit 477 € par habitant.

Avec les taux de fiscalité suivants :
- taxe d'habitation : 11,00 % ;
- taxe foncière sur les propriétés bâties : 11,90 % ;
- taxe foncière sur les propriétés non bâties : 5,49 % ;
- taxe additionnelle à la taxe foncière sur les propriétés non bâties : 0,00 % ;
- cotisation foncière des entreprises : 0,00 %.

Chiffres clés Revenus et pauvreté des ménages en 2017 : médiane en 2017 du revenu disponible, par unité de consommation : 22 470 €.

### Liste des maires
| Période                                  | Période  | Identité           | Étiquette       | Qualité                                                                                     |
| ---------------------------------------- | -------- | ------------------ | --------------- | ------------------------------------------------------------------------------------------- |
| Les données manquantes sont à compléter. |          |                    |                 |                                                                                             |
| 1891                                     | 1891     | Hippolyte Marinoni |                 |                                                                                             |
| 1891                                     | 1900     | François de May    |                 |                                                                                             |
| 1900                                     | 1904     | Eugène Gourdin     |                 |                                                                                             |
| 1904                                     | 1911     | Jean Bailet        |                 |                                                                                             |
| 1911                                     | 1919     | Albert Léglise     |                 |                                                                                             |
| 1919                                     | 1925     | Pascal Clais       |                 |                                                                                             |
| 1925                                     | 1927     | Albert Dubarry     |                 |                                                                                             |
| 1928                                     | 1940     | François de May    |                 |                                                                                             |
| 1940                                     | 1944     | Antonin Liberos    |                 |                                                                                             |
| 1944                                     | 1947     | Paul Dubech        |                 |                                                                                             |
| 1947                                     | 1947     | Étienne Petit      |                 |                                                                                             |
| 1947                                     | 1959     | François de May    | RPF puis UNR    | Ancien résistant Conseiller général de Villefranche-sur-Mer (1949 → 1961)                   |
| 1959                                     | 1989     | Fernand Dunan      | DVD puis UDF    | Chef de bureau à la mairie de Nice Conseiller général de Villefranche-sur-Mer (1967 → 1985) |
| 1989                                     | 2001     | Christian Scolari  | RPR             | Avocat                                                                                      |
| 2001                                     | En cours | Roger Roux         | DVD puis UMP-LR | Fonctionnaire Conseiller régional (2015 → )                                                 |

### Jumelages
- Tempe (Arizona) (États-Unis)

## Population et société

### Démographie

#### Évolution démographique
L'évolution du nombre d'habitants est connue à travers les recensements de la population effectués dans la commune depuis 1891. Pour les communes de moins de 10 000 habitants, une enquête de recensement portant sur toute la population est réalisée tous les cinq ans, les populations de référence des années intermédiaires étant quant à elles estimées par interpolation ou extrapolation. Pour la commune, le premier recensement exhaustif entrant dans le cadre du nouveau dispositif a été réalisé en 2007.

En 2022, la commune comptait 3 835 habitants, en évolution de +3,06 % par rapport à 2016 (Alpes-Maritimes : +2,85 %, France hors Mayotte : +2,11 %).
| 1891 | 1896  | 1901  | 1906  | 1911  | 1921  | 1926  | 1931  | 1936  |
| ---- | ----- | ----- | ----- | ----- | ----- | ----- | ----- | ----- |
| 551  | 1 058 | 1 394 | 1 498 | 1 863 | 1 980 | 2 246 | 2 805 | 2 524 |

| 1946  | 1954  | 1962  | 1968  | 1975  | 1982  | 1990  | 1999  | 2006  |
| ----- | ----- | ----- | ----- | ----- | ----- | ----- | ----- | ----- |
| 2 176 | 2 484 | 3 290 | 4 050 | 4 273 | 4 302 | 4 013 | 3 675 | 3 714 |

| 2007  | 2012  | 2017  | 2022  | - | - | - | - | - |
| ----- | ----- | ----- | ----- | - | - | - | - | - |
| 3 720 | 3 764 | 3 715 | 3 835 | - | - | - | - | - |

### Enseignement
Établissements d'enseignements :
- Écoles maternelle et primaire[46],
- Collège,
- Lycée à Nice.

### Santé
Professionnels et établissements de santé :
- Médecins,
- Pharmacies,
- Hôpitaux à Monaco et Nice.

### Cultes
- Culte catholique, Paroisse Notre-Dame de l'Espérance[48], Diocèse de Nice.
- Église anglicane Saint-Michael[49].

## Économie

### Entreprises et commerces

#### Agriculture
- Exploitants agricoles.
- IGP Miel de Provence[50].
- Maraîchage et fruits[51].
- Noix sèches et produits dérivés[52].

#### Tourisme

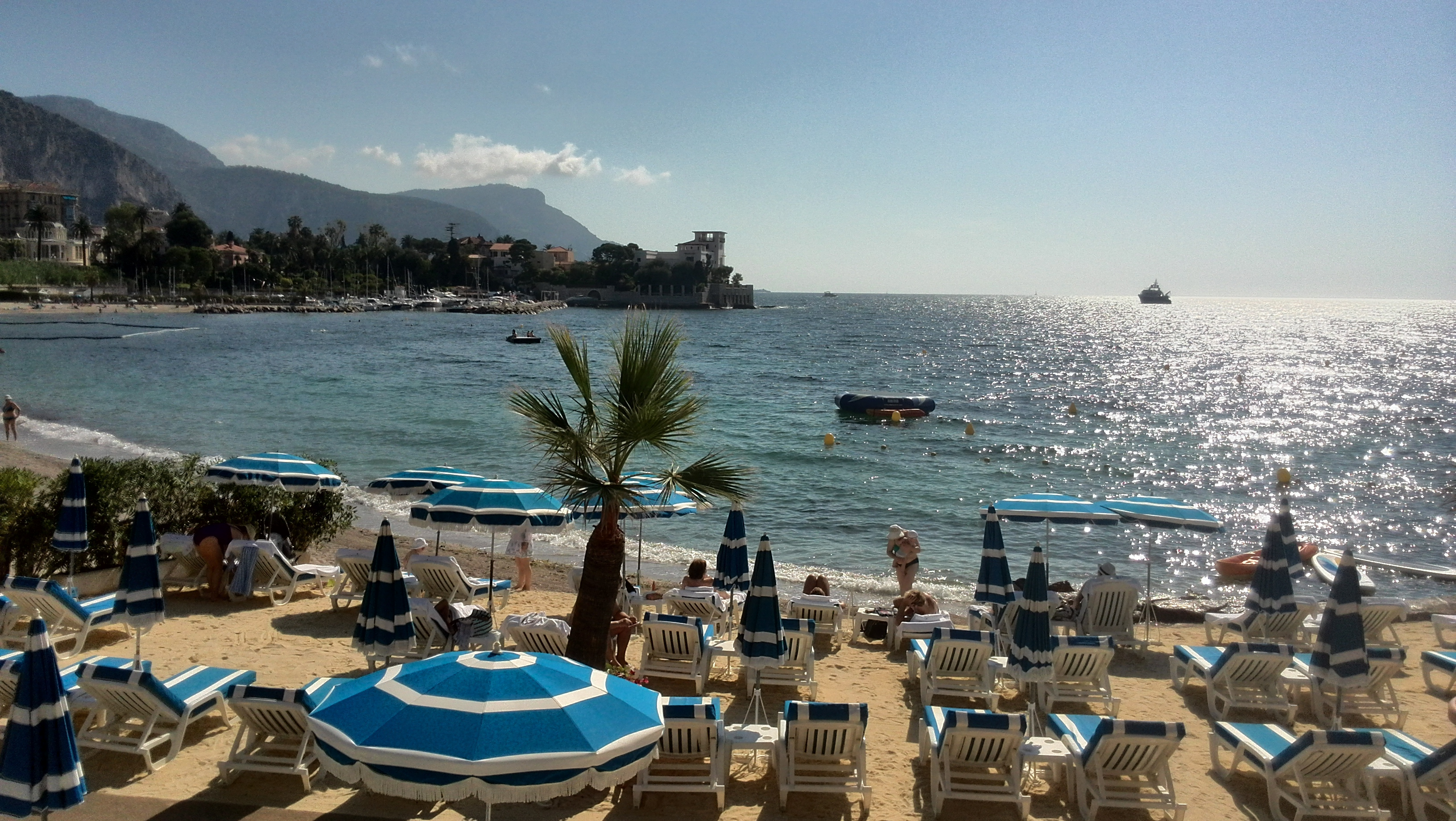
Plage de la baie des Fourmis et la Villa Kérylos, Beaulieu sur Mer.

Beaulieu-sur-Mer fait partie du triangle d'or (Beaulieu-sur-Mer, Saint-Jean-Cap-Ferrat, Villefranche-sur-Mer), secteur de la côte d'Azur où les prix de l'immobilier sont les plus élevés de France.
- Casino
- Navigation de plaisance
- Tourisme, tourisme dans les Alpes-Maritimes

#### Commerces
- Commerces de proximité.

## Culture locale et patrimoine

### Lieux et monuments

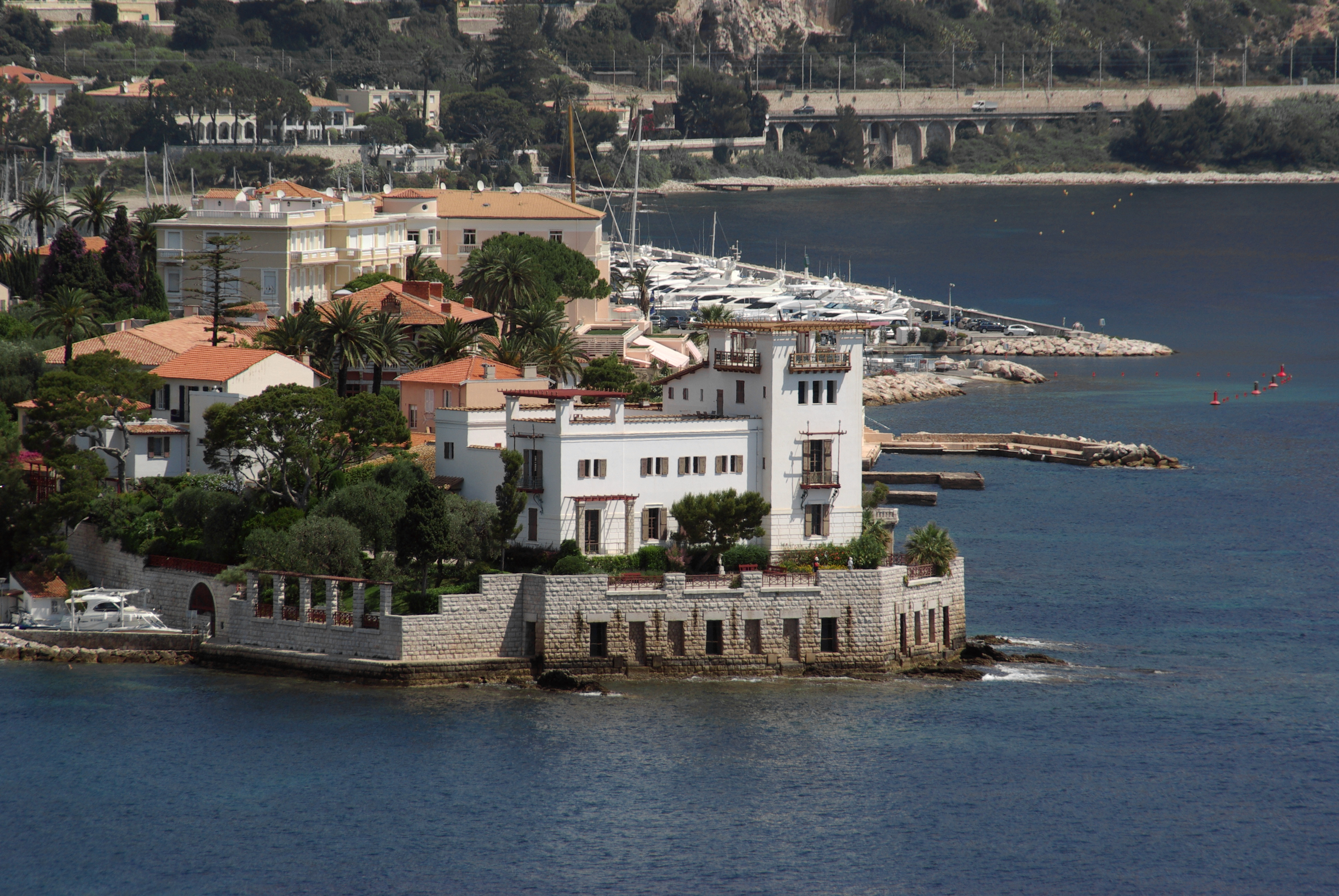
La villa Kérylos.

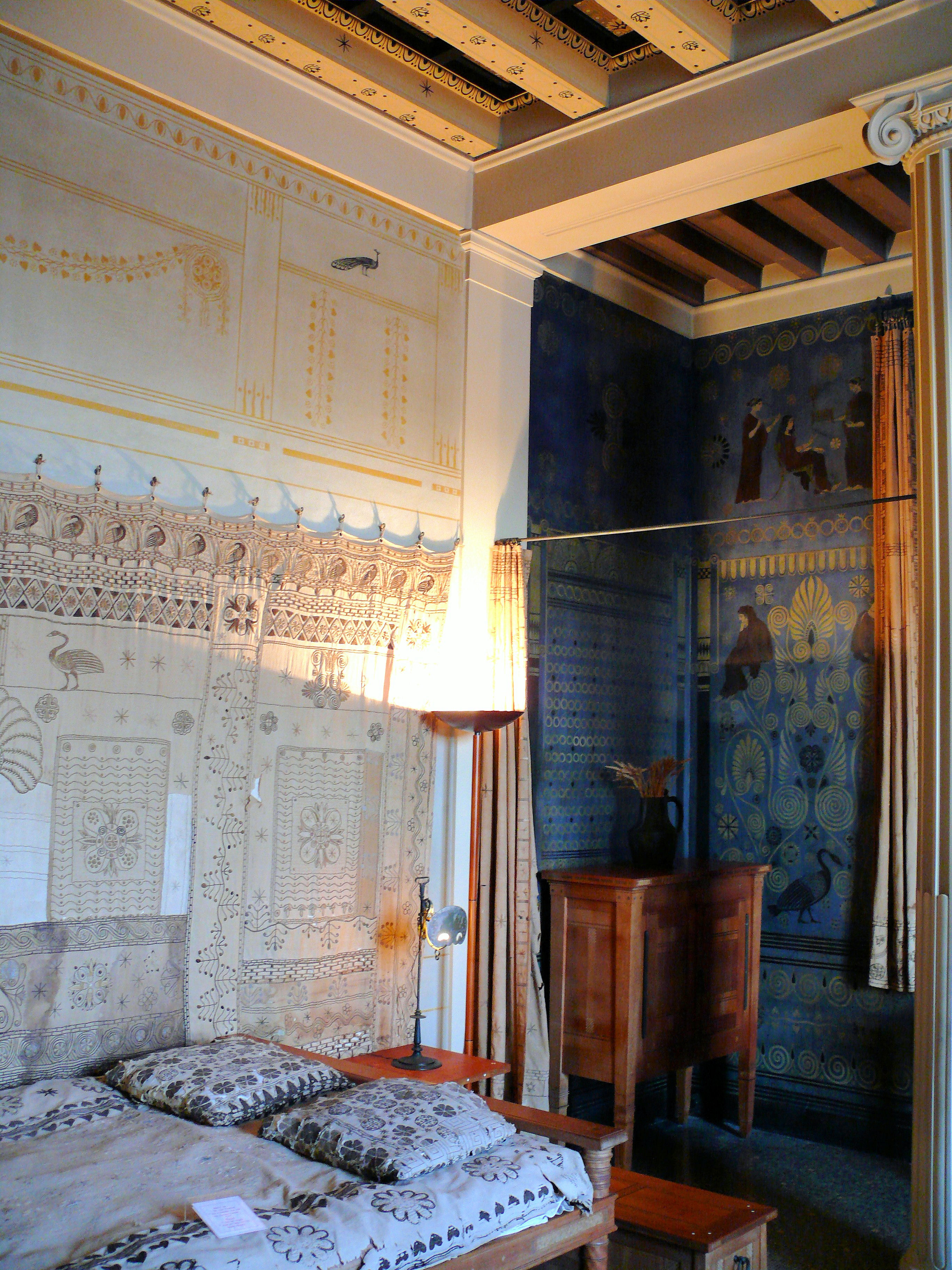
Villa Kérylos - Chambre de Madame Reinach.

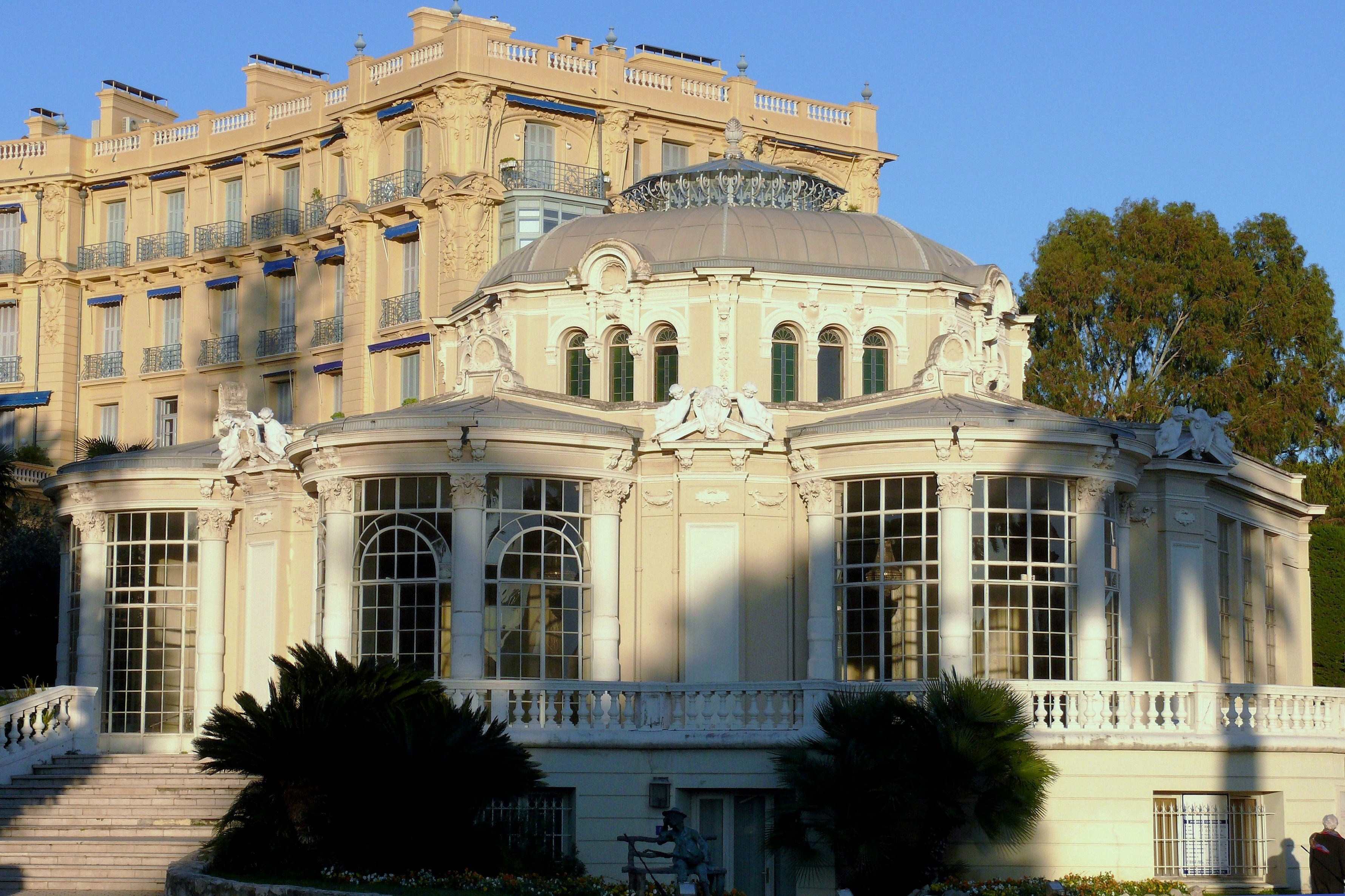
La Rotonde et l'ancien Hôtel Bristol.

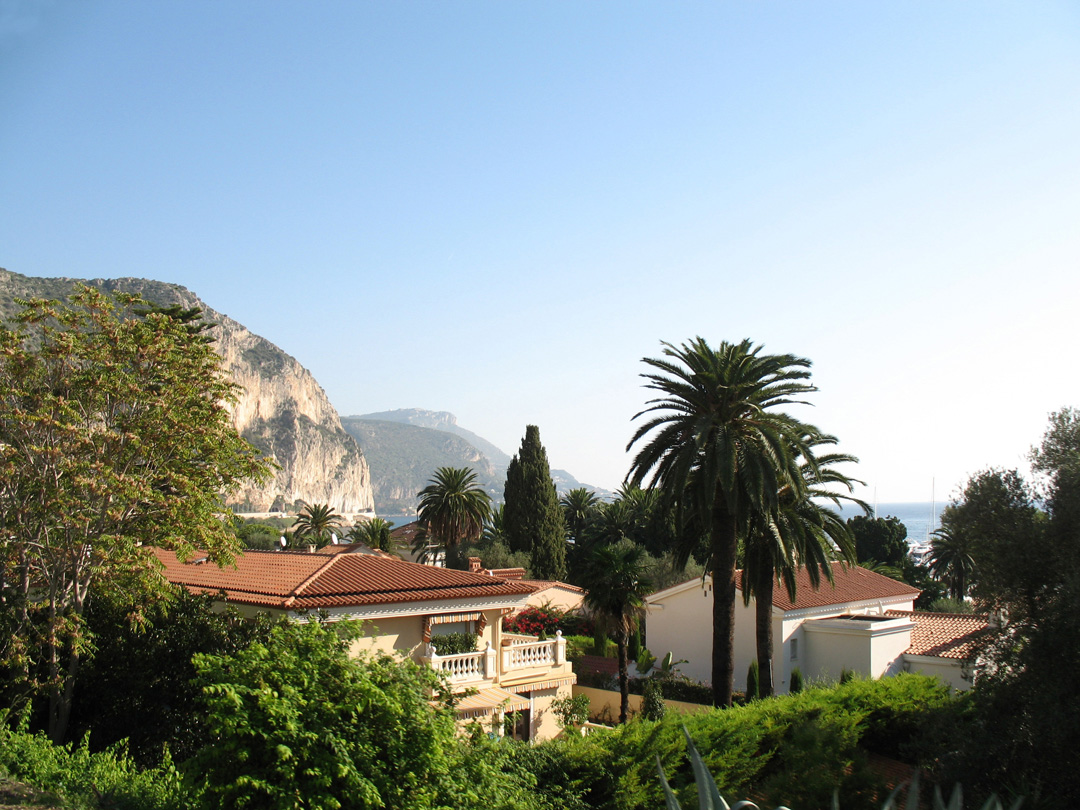
Quartier résidentiel à Beaulieu, en second plan les falaises de la Petite-Afrique et dans le lointain le rocher de la Tête de Chien vers Monaco.

- Villa Kérylos : construite par l'architecte Emmanuel Pontremoli entre 1902 et 1908 sur un promontoire rocheux surplombant la Méditerranée, sur la route du bord de mer, la villa Kérylos est une habitation construite et meublée sur le modèle des villas de la Grèce antique du IIe et du Ier siècle av. J.-C.. Elle est entièrement décorée de fresques évoquant la mythologie grecque, œuvres d'Adrien Karbowsky et de Gustave-Louis Jaulmes. Propriété de l'expert de l'époque hellénistique Théodore Reinach (1860-1928), la villa a été léguée à l'Institut de France en 1928. Elle est aujourd'hui classée monument historique par arrêté du 15 septembre 1966 et ouverte aux visiteurs.
- L’ancien Hôtel Bristol, édifice de six étages est construit en 1898 par l’architecte danois Hans-Georg Tersling, prenant à l'époque tout l’espace entre la gare et la mer. Ce palace est né de la volonté d'un fabricant de meubles londonien, Sir Blundell Maple et accueille dès son ouverture le 1er janvier 1899 les grands de ce monde tels que le prince Louis Napoléon, la duchesse d'Aoste. Il est pendant longtemps l’un des plus vastes et des plus luxueux palaces de la Riviera : 150 employés, 300 chambres, des salons particuliers, plusieurs bibliothèques et d’immenses pavillons situés aux deux extrémités pour accueillir concerts ou pièces de théâtre. L’immeuble occupe 2 000 m2, avec côté sud, un vaste jardin complanté de fleurs, orangers, palmiers. Côté nord se trouvent les dépendances, cuisines, argenterie, lingerie. Le hall de l’entrée principale, de huit mètres de hauteur, conduit à un double escalier monumental qui met en communication avec les étages ; 60 chambres réparties le long d’un couloir de 150 mètres dans chacun des cinq premiers étages, au sixième, les logements du personnel. Cette renommée fut quelque peu ébranlée à la suite d'un incendie en avril 1911 qui détruisit la toiture à l'allure de château anglais contraignant les propriétaires à la remplacer par un toit plat rasant ainsi le dernier étage[53]. Puis en 1954, les contraintes économiques, la disparition des grandes familles européennes occasionnèrent une vente du Bristol par appartements. L'hôtel est aujourd'hui une copropriété de grand standing, conservant le hall d'entrée. Inaugurée en 1904, la Rotonde est adjacente à l'Hôtel Bristol. Pour répondre à la demande d’une salle à manger supplémentaire servant pour le thé dansant de l’après-midi, l'architecte créa un espace rayonnant particulièrement scénique. Les hivernants de la bonne société auxquels se mêlaient les familles régnantes d’Europe en séjour d’hiver sur la Côte, se rendaient fréquemment à la Rotonde pour passer un moment privilégié. Cet édifice se présente sous la forme d’une grande salle circulaire à absides vitrées, coiffée d’une coupole à pans coupés. Des colonnes corinthiennes structurent les avancées en arrondi des absides, délimitant un lumineux volume intérieur. Sa terrasse donne sur le jardin du Casino de Beaulieu qu’annonce, le long de la route du bord de mer, une rangée de washingtonia filifera, palmier originaire de Californie. La Rotonde, lot de copropriété appartenant à la commune, est inscrite à l'inventaire supplémentaire des monuments historiques en date du 23 juin 1978.
- La Villa de May située avenue Charles II comte de Provence, à côté du collège Jean-Cocteau, a été construite en 1826 par Gaétan de May, puis elle a été rachetée par la ville, en 1967 pour y accueillir le musée d'Histoire et d'Archéologie. Les deux salons au rez-de-chaussée, le salon de Diane, le salon du jugement de Pâris et le petit salon aux amours au premier étage avec leur décor sont inscrits au titre des monuments historiques le 25 janvier 1980. La villa fut entièrement restaurée entre 2013-2014 et elle accueille désormais le conservatoire intercommunal de Musique.
- Le palais des Anglais situé avenue Maréchal Foch est édifié en 1885 sous le nom d’Hôtel des Anglais[54] et fait face à la gare ferroviaire. C'est l'un des premiers hôtels de la ville qui accueille l'aristocratie Européenne pendant la saison d'hiver. La modénature de l'immeuble de quatre étages est riche. Chaque étage possède une frise de style différent. Le dôme central est supporté en façade principale par quatre cariatides. Au niveau du dôme également, on retrouve les armoiries royales du Royaume-Uni avec la représentation du lion et de la licorne ainsi que la devise en Français Honni soit qui mal y pense de l'Ordre de la Jarretière. Il est à noter que la devise est inscrite sur l'édifice avec deux « n » contrairement à l'usage outre-manche qui ne comprend qu'un seul « n ». Les ferronneries des balcons sont d'inspiration art nouveau. L’hôtel fut fréquenté, entre autres, par l'un des fils de la Reine Victoria du Royaume-Uni et frère du Roi Édouard VII du Royaume-Uni, Arthur du Royaume-Uni, duc de Connaught et Strathearn. L'immeuble a servi d’hôpital militaire pendant le conflit de la Première Guerre mondiale. L'édifice a été transformé en immeuble d'appartements en 1939.

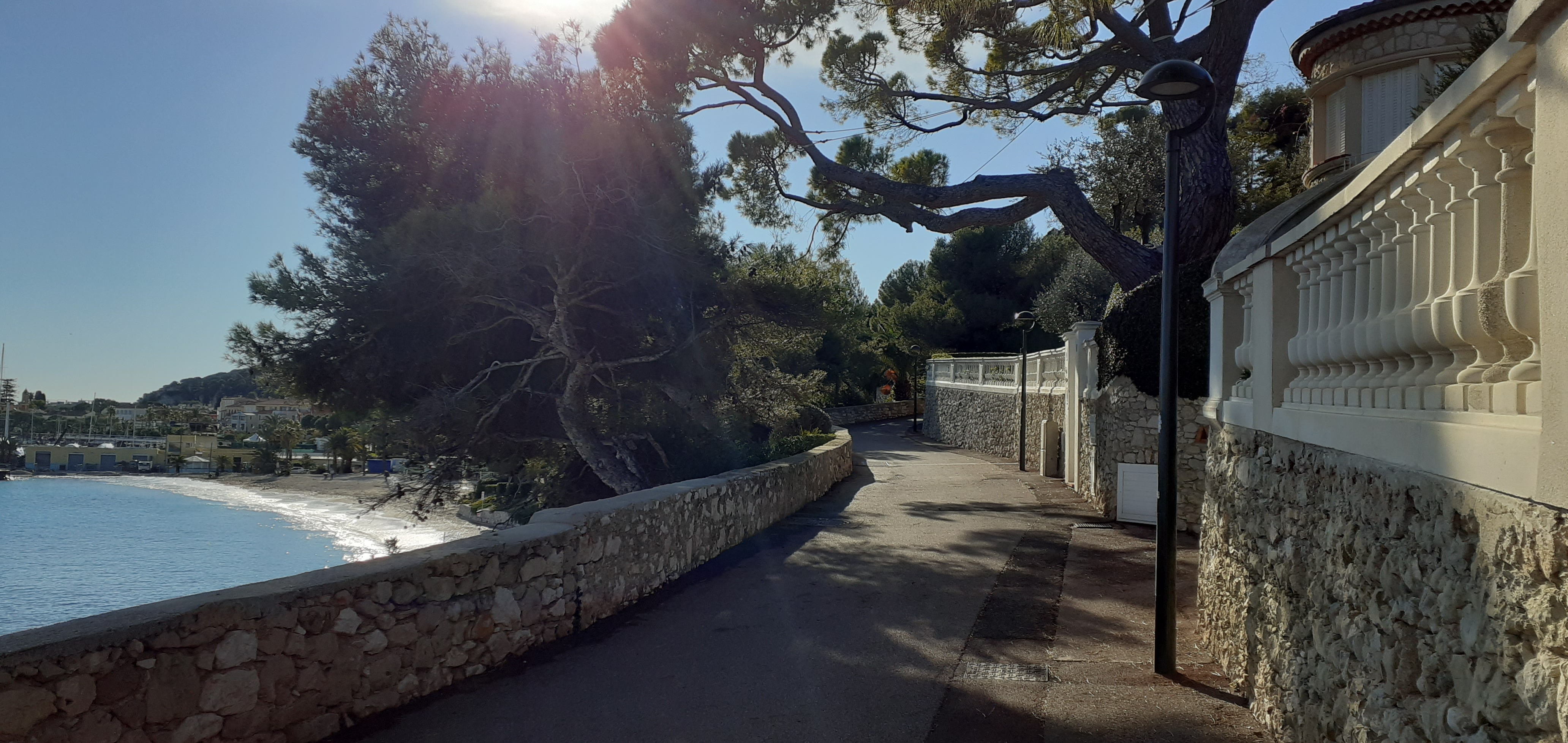
La promenade Maurice Rouvier entre Beaulieu et Saint-Jean-Cap-Ferrat

- La promenade Maurice Rouvier, parcours pédestre le long du bord de mer, permet en quelques minutes de rejoindre St-Jean Cap-Ferrat depuis Beaulieu en longeant la baie des Fourmis.

### Édifices religieux
- Église du Sacré-Cœur, construite en 1899[55] et son orgue[56].
- Chapelle Sancta-Maria-de-Olivo, XIe siècle[57],[58].
- Église anglicane Saint-Michael, construite en 1893[59] et son orgue[60].
- Monuments commémoratifs : monument aux morts[61] et plaque commémorative dans l'église[62].

### Évènements culturels
- Les Nuits Guitares, festival de musique organisé chaque été depuis 2000 au Jardin de L'Olivaie[63].

## Personnalités liées à la commune
- Aleksandre Soukhovo-Kobyline (1817-1903), dramaturge et futurologue russe installé à Beaulieu-sur-Mer en 1900 et enterré au cimetière local[64].
- Hippolyte Auguste Marinoni (1823-1904), inventeur, patron de presse, fut maire de Beaulieu-sur-Mer pendant dix-neuf jours.
- Charles Fagniez (1874-1952), entomologiste, a habité la villa Les Mandarines, près de l'hôtel Bristol.
- Marc-Antoine de Lavis-Trafford (1880-1960), d'origine britannique, médecin à Beaulieu-sur-Mer, historien de la Savoie. Son père Henry-James Johnston-Lavis fut également une personnalité reconnue de Beaulieu où il était propriétaire de l'Hôtel Empress qu'il avait fait construire en face de sa villa. Les deux sont inhumés à Beaulieu-sur-Mer.
- Édouard Meny de Marangue (1882-1967), médaillé de bronze de tennis en double messieurs aux Jeux olympiques de Stockholm en 1912, il est mort à Beaulieu-sur-Mer en 1967.
- Les frères Pierre Kovalevsky (1901-1978), l'un des fondateurs de la confrérie Saint-Photius, Maxime Kovalevsky (1903-1988), compositeur liturgiste orthodoxe, historien, musicologue et mathématicien et Eugraphe Kovalevsky (1905-1970), premier évêque de l'Église catholique orthodoxe de France sous le nom de Jean de Saint-Denis, russes naturalisés français, nés à Saint-Pétersbourg, ont vécu à partir de 1920 une partie de leurs jeunesses dans la propriété d'un oncle à Beaulieu-sur-Mer. Dans la chapelle privée qui y était aménagée, Eugraphe et Maxime réalisèrent une iconostase, qui se trouve aujourd'hui dans l'église de la Présentation-de-la-Très-Sainte-Vierge-au-Temple, rue Olivier-de-Serres à Paris[65].
- Pierre Boileau (1906-1989), écrivain, a vécu à Beaulieu-sur-Mer où il est mort en 1989.
- Jean-Claude Rémoleux (1923-1985), acteur français.
- Louis Cane, peintre et sculpteur, né à Beaulieu-sur-Mer en 1943.

En 2015, inspirés par les paysages du littoral qui s'étend de Beaulieu à Saint-Jean-Cap-Ferrat, les chanteurs français Alain Souchon et Laurent Voulzy ont écrit et interprété la chanson intitulée Baie des Fourmis.

## Héraldique
| Blason de Beaulieu-sur-Mer | Blason  | Coupé au 1er d’azur au soleil d’or, au 2e d’or à l’olivier arraché de sinople fruité de sable. Devise / CriPAX in PULCHRITUDINE (Paix dans la beauté ou Dans la splendeur). |
| Blason de Beaulieu-sur-Mer | Détails | Le statut officiel du blason reste à déterminer. |